# Persone di cognome Austin
| Questa pagina contiene informazioni ricavate automaticamente dalle voci biografiche con l'ausilio del template Bio e di un bot. L'aggiornamento è periodico e automatico e ricostruisce completamente la pagina. Se manca una persona in questa lista, sei pregato di non aggiungerla, ma accertati piuttosto che la sua voce biografica contenga il template Bio e che i dati anagrafici siano correttamente compilati. Se il template Bio manca, inseriscilo tu stesso o, in alternativa, metti l'avviso {{tmp\|Bio}} che ne segnala la mancanza. Se i dati riportati sono sbagliati, correggi direttamente la voce biografica; le modifiche saranno visibili in questa lista entro pochi giorni. Per chiarimenti vedi il progetto antroponimi. La lista contiene solo le 59 persone che sono citate nell'enciclopedia e per le quali è stato implementato correttamente il template Bio. Pagina aggiornata al 17 ott 2024. |

Questa è una lista di persone presenti nell'enciclopedia che hanno il cognome Austin, suddivise per attività principale.

## Allenatori di calcio(1)
- Dean Austin, allenatore di calcio e ex calciatore inglese (Hemel Hempstead, n. 1970)

## Altisti(1)
- Charles Austin, ex altista statunitense (Bay City, n. 1967)

## Attori(4)
- Albert Austin, attore, sceneggiatore e regista britannico (Birmingham, n. 1882 - Hollywood, † 1953)
- Jake T. Austin, attore statunitense (New York, n. 1994)
- Reggie Austin, attore statunitense (Peekskill, n. 1979)
- William Austin, attore britannico (Georgetown, n. 1884 - Newport Beach, † 1975)

## Attrici(2)
- Alana Austin, attrice statunitense (Palm Springs, n. 1982)
- Karen Austin, attrice statunitense (Welch, n. 1955)

## Bobbisti(1)
- Taylor Austin, bobbista canadese (Lethbridge, n. 1990)

## Botanici(1)
- David Austin, botanico e scrittore britannico (Albrighton, n. 1926 - Albrighton, † 2018)

## Calciatori(3)
- Charlie Austin, calciatore inglese (Hungerford, n. 1989)
- Jean-Hubert Austin, ex calciatore haitiano (n. 1950)
- Rodolph Austin, calciatore giamaicano (Clarendon Parish, n. 1985)

## Cantanti(2)
- Johntá Austin, cantante, rapper e produttore discografico statunitense (Atlanta, n. 1981)
- Patti Austin, cantante statunitense (Harlem, n. 1950)

## Cestiste(1)
- Shakira Austin, cestista statunitense (Fredericksburg, n. 2000)

## Cestisti(8)
- Clyde Austin, ex cestista statunitense (Raleigh, n. 1957)
- John Austin, cestista statunitense (Washington, n. 1944 - † 2020)
- Ken Austin, ex cestista statunitense (Los Angeles, n. 1961)
- Isaac Austin, ex cestista, allenatore di pallacanestro e dirigente sportivo statunitense (Gridley, n. 1969)
- Isaiah Austin, ex cestista statunitense (Fresno, n. 1993)
- Kyle Austin, cestista statunitense (Pasadena, n. 1988)
- Mario Austin, ex cestista statunitense (Livingston, n. 1982)
- Waverly Austin, cestista statunitense (Fredericksburg, n. 1991)

## Direttori d'orchestra(1)
- Richard Austin, direttore d'orchestra e docente inglese (Birkenhead, n. 1903 - Reading, † 1989)

## Esploratori(1)
- Horatio Thomas Austin, esploratore britannico (n. 1801 - † 1865)

## Filologi(1)
- Colin Austin, filologo classico, grecista e papirologo britannico (Melbourne, n. 1941 - † 2010)

## Filosofi(1)
- John Langshaw Austin, filosofo e linguista inglese (Lancaster, n. 1911 - Oxford, † 1960)

## Fisici(1)
- Louis Winslow Austin, fisico statunitense (Orwell, n. 1867 - Washington, † 1932)

## Giocatori di football americano(4)
- Alex Austin, giocatore di football americano statunitense (Long Beach, n. 2001)
- Blessuan Austin, giocatore di football americano statunitense (n. 1996)
- Marvin Austin, giocatore di football americano statunitense (Washington, n. 1989)
- Tavon Austin, ex giocatore di football americano statunitense (Baltimora, n. 1991)

## Giuristi(1)
- John Austin, giurista e filosofo britannico (Creeting Mill, n. 1790 - Weybridge, † 1859)

## Golfisti(2)
- Albert William Austin, golfista canadese (Toronto, n. 1857 - Toronto, † 1934)
- Albert Edison Austin, golfista canadese (Winnipeg, n. 1888 - Il Cairo, † 1913)

## Imprenditori(2)
- Herbert Austin, imprenditore britannico (Little Missenden, n. 1866 - Birmingham, † 1941)
- Moses Austin, imprenditore statunitense (Durham, Connecticut, n. 1761 - Herculaneum, Missouri, † 1821)

## Nuotatori(1)
- Michael Austin, ex nuotatore statunitense (West Orange, n. 1943)

## Pallanuotisti(1)
- Art Austin, pallanuotista statunitense (Oakland, n. 1902 - Pasadena, † 1962)

## Pallavolisti(1)
- Christopher Austin, pallavolista statunitense (n. 1991)

## Personaggi televisivi(1)
- Coco Austin, personaggio televisivo, modella e attrice statunitense (Tarzana, n. 1979)

## Poeti(1)
- Alfred Austin, poeta e giornalista inglese (Headingley, n. 1835 - Ashford, † 1913)

## Politici(4)
- Warren Austin, politico statunitense (Highgate, n. 1877 - Burlington, † 1962)
- Horace Austin, politico statunitense (Canterbury, n. 1831 - Minneapolis, † 1905)
- Hudson Austin, politico e generale grenadino (Grenada, n. 1938 - Saint George's, † 2022)
- Stephen Fuller Austin, politico, militare e patriota statunitense (Austinville, n. 1793 - West Columbia, † 1836)

## Produttori discografici(1)
- Dallas Austin, produttore discografico statunitense (Columbus, n. 1970)

## Pugili(1)
- Tim Austin, ex pugile statunitense (Cincinnati, n. 1971)

## Rapper(1)
- Yung L.A., rapper statunitense (Atlanta, n. 1986)

## Registi(1)
- Ray Austin, regista, produttore televisivo e attore britannico (Londra, n. 1932 - Charlottesville, † 2023)

## Scrittori(1)
- William Austin, scrittore statunitense (Lunenburg, n. 1778 - Charlestown, † 1841)

## Tennisti(3)
- Bunny Austin, tennista britannico (Londra, n. 1906 - Londra, † 2000)
- Jeff Austin, ex tennista statunitense (Rolling Hills, n. 1951)
- John Austin, ex tennista statunitense (Long Beach, n. 1957)

## Triatleti(1)
- Marc Austin, triatleta britannico (n. 1994)

## Wrestler(2)
- Norvell Austin, ex wrestler statunitense (Pensacola, n. 1951)
- Steve Austin, ex wrestler e attore statunitense (Austin, n. 1964)

## Senza attività specificata(1)
- Debra Austin, ex ballerina statunitense (n. 1955)